# 알렉산더 콘티
알렉산더 콘티(Alexander Conti, 1993년 9월 1일 ~ )는 캐나다의 배우, 영화배우, 텔레비전 배우이다.
브랜트퍼드에서 태어났다.

## 영화
- 해리엣 더 스파이: 블로그 워즈 (2010년)
- 도그 파운드 (2010년)
- 구비 (2009년)
- 케이스 39 (2009년)
- 새 (2007년)
- 열두 명의 웬수들 2 (2005년)
- 패시파이어 (2005년)
- 그리드 (2004년)
- 뉴요커의 사랑 (2004년)
- 스트리트 타임 (2002년)